# 和内璃乃
和内 璃乃（わうち りの、2003年（平成15年）2月21日 - ）は、日本の女優。神奈川県出身。

## 略歴
10歳のときにモデル事務所入所。テレビCM出演をきっかけに、演技ワークショップに通い、連続テレビ小説『ちむどんどん』、ドラマ『不適切にもほどがある！』『黄金の刻～服部金太郎物語～』などに話題作に出演し若手女優として注目を浴びる。
2024年配信の『恋愛バトルロワイヤル』（Netflix）出演をきっかけに、やったことがないことにも挑戦しようとグラビア活動を解禁。

## 人物
- 趣味・特技は詩を書くこと、読書、バスケットボール、スケボー、和太鼓。
- スリーサイズはB84.5 W62 H89 靴は23.5cm。[4]

## 出演

### 映画
- 私にxxしなさい!（2018年6月23日）
- 惡の華（2019年9月27日）

### ドラマ
- 私が獣になった夜 第2話（2021年6月、AbemaTV） - ウェイトレス 役
- ちむどんどん（2022年8月4日、NHK） - 平良多江 役
- 闇金ウシジマくん外伝 闇金サイハラさん （2022年9月20日 - 、MBS） - ちこ 役
- 不適切にもほどがある!（2024年2月2日、TBS） - エルザ 役
- 黄金の刻〜服部金太郎物語〜（2024年3月30日、テレビ朝日） - 服部まん（青年期） 役
- 恋愛バトルロワイヤル（2024年8月29日、Netflix）全8話 - 緒方あやみ 役[5]
- 復讐カレシ〜溺愛社長の顔にはウラがある〜（2025年2月28日 - 4月18日、毎日放送） - 林田麗奈 役[6]

### CM
- Bennese「勉強なんでも相談教室」編（2014年）
- ミツカン「酢の力」編、「酢の力イメージ」編（2015年）
- 銀だこ（2019年）
- Snow サムネイルモデル、Snow SNS CM（2020年6月）
- 湖池屋 ポテトチップス「姉妹仲直り」篇（2023年4月）

### バラエティ
- 虹とオオカミには騙されない（2021年8月、AbemaTV）
- 14ALL（2021年11月、AbemaTV）
- 超無敵クラス（2021年11月9日、日本テレビ）
- Tune（2022年3月、フジテレビ）

### MV
- maho「moon」
- SHISE「フロアサイド」
- Pimm's 「SUNDAY MORNING」[7]
- みさき「私じゃなかった?」
- 感覚ピエロ「モノクロセンチメンタルビリーバー」

## 書籍

### デジタル写真集
- 微笑み天使―期待の新鋭女優、初水着―（2024年5月20日、集英社）
- Angel Curve (週プレ PHOTO BOOK)（2024年9月9日、集英社）